# Ogólnokrajowa Spółdzielnia Turystyczna Gromada

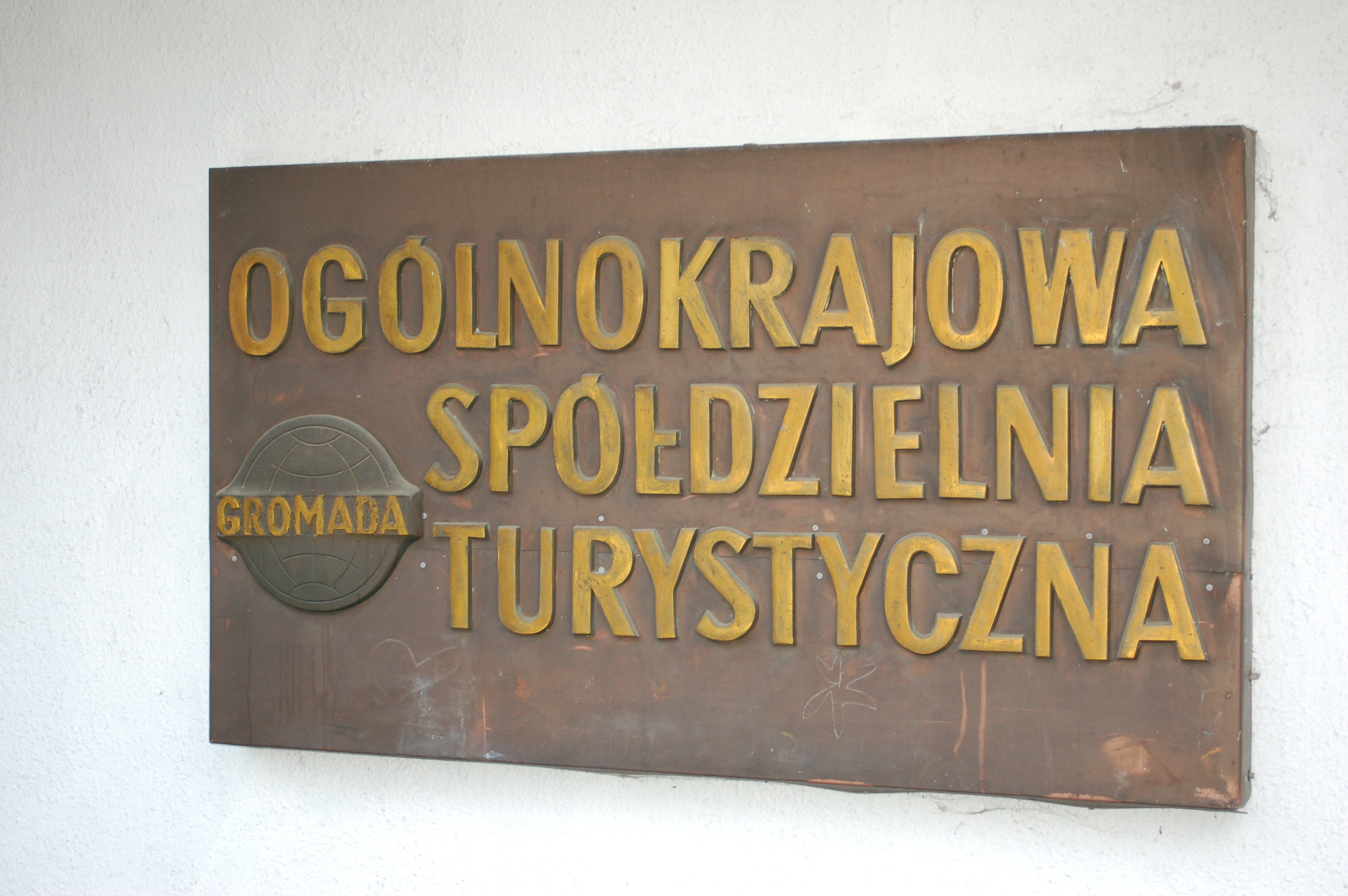
Firmenschild an der Zentrale in der Warschauer Cicha-Strasse

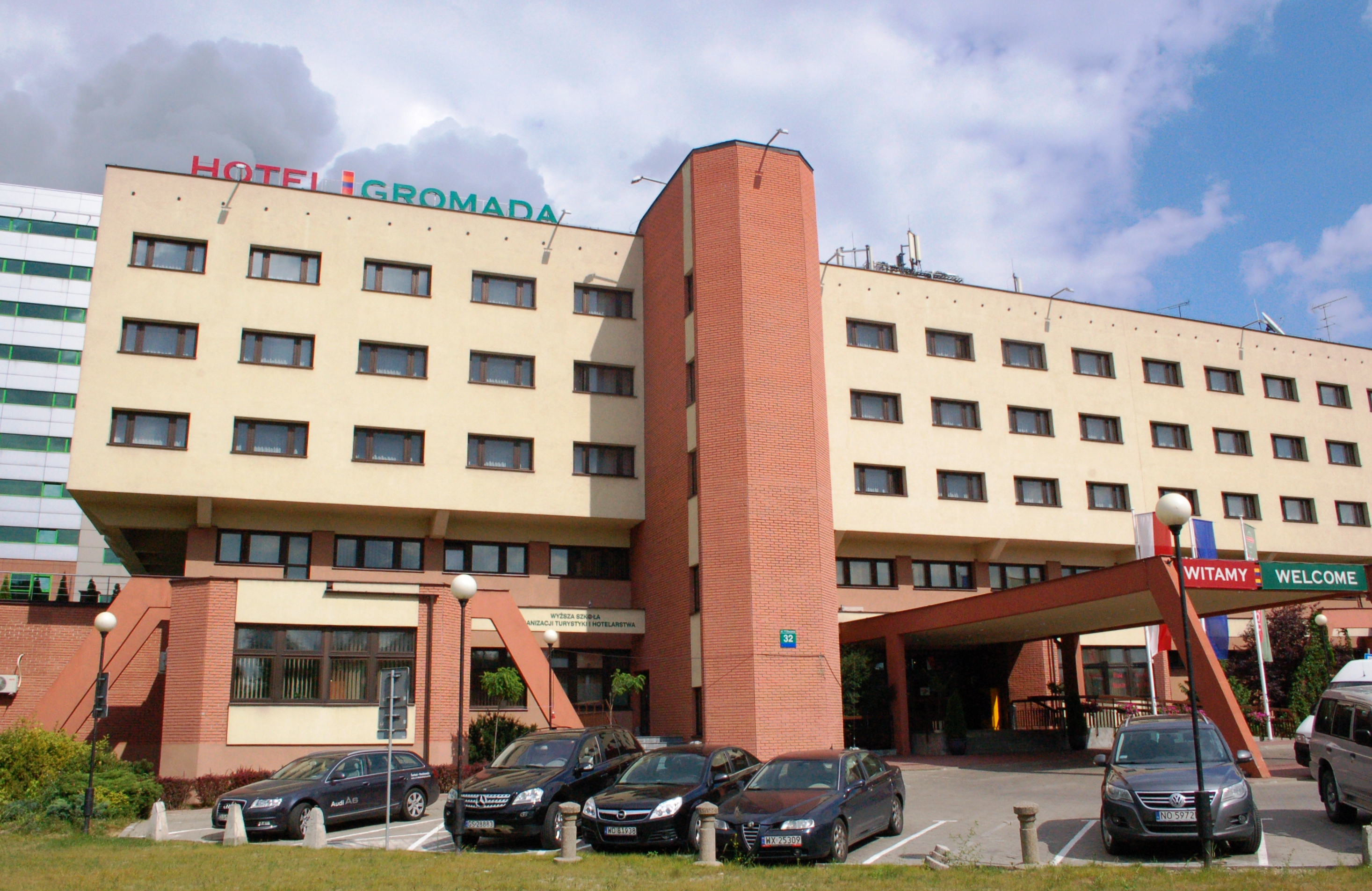
Das 352-Zimmer-Hotel am Warschauer Flughafen

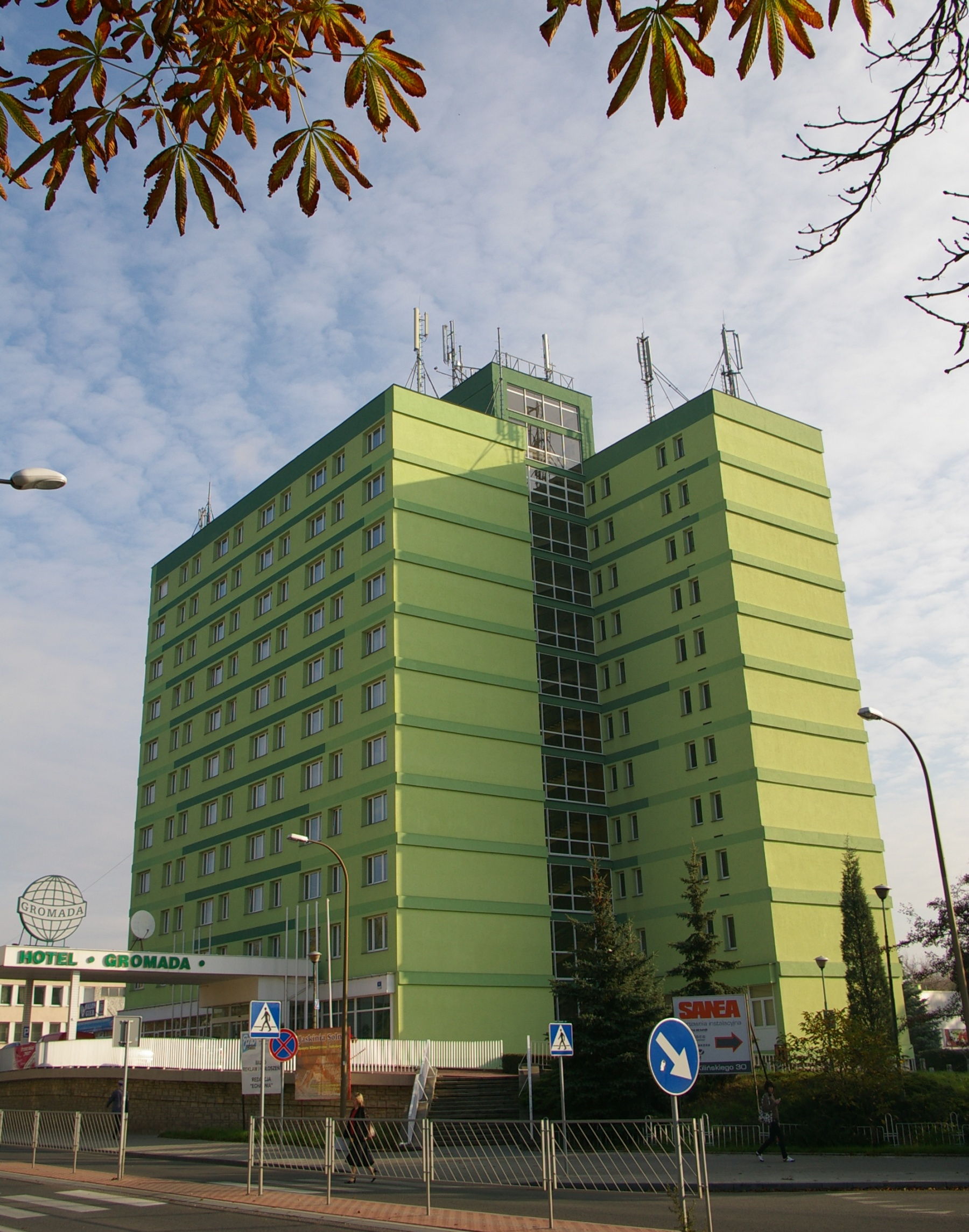
Ein Hotel der Gruppe in Ostrowiec Świętokrzyski

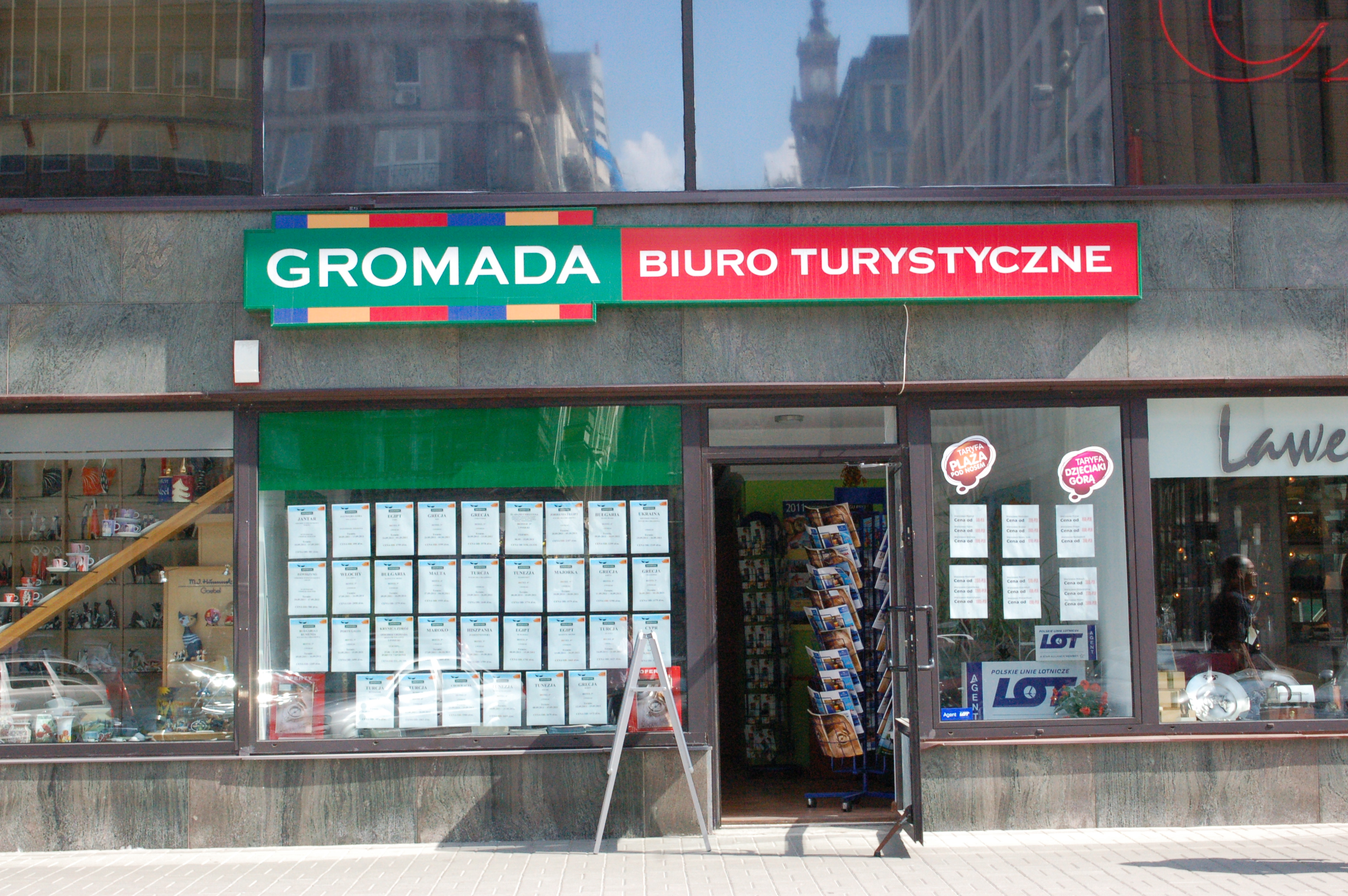
Ein Gromada-Reisebüro (in Warschau)

Die Ogólnokrajowa Spółdzielnia Turystyczna Gromada (deutsch: Landes-Tourismus-Genossenschaft Gromada) ist eine bedeutende genossenschaftlich organisierte Touristik-Gruppe in Polen. Sie wurde 1937 gegründet und besteht heute aus einer Gruppe von Unternehmen, die unter anderem 21 Hotels in Polen, Deutschland und Südafrika betreibt. Der Sitz der Gesellschaft befindet sich in Warschau.

## Touristikdienstleister
Die Organisation wurde am 10. Februar 1937 gegründet. Mit rund 5000 Hotelbetten (Stand 2008) ist sie nach Orbis/Accor die zweitgrößte Hotelkette Polens.
Die Gruppe ist ein Reiseveranstalter und Hotelbetreiber. Im Hotelbereich bietet sie vorwiegend Mittelklassehotels in mittelgroßen Städten und touristischen Regionen an. Außerdem betreibt Gromada drei Erholungsheime sowie drei Campingplätze an der Ostsee und in den polnischen Gebirgen. Darüber hinaus gehören zu der Gruppe 26 eigene und 11 Lizenz-Reisebüros sowie rund 300 Reiseagenturen (darunter Incoming-Agenturen). Das Unternehmen ist Mitglied in diversen nationalen und internationalen Organisationen, wie der Polska Izba Turystyki (Polnischer Tourismus-Verband), der Polskie Zrzeszenie Hoteli (Polnische Hotel-Vereinigung), der ASTA (American Society of Travel Agents), der IATA und der ICCA (International Congress and Convention Association). Der Geschäftsführer der Gruppe ist Roman Budzyński.
Größtes Objekt der Gruppe ist eine im Jahr 2003 erweiterte Hotel- und Kongressanlage beim Warschauer Flughafen.

## Tochtergesellschaften
Folgende Gesellschaften gehören zur Gromada-Gruppe:
- Gromada Transport Sp. z o.o. – Transportdienstleister, der über Reisebusse für Nah- und Fernverkehr sowie Leihwagen verfügt
- Gromada Securitas Sp. z o.o. – Service-Dienstleister, der die Bewachung der eigenen Hotels und Anlagen übernimmt, Großveranstaltungen sowie Geldtransporte sichert und Reinigungsdienste erbringt
- Gromada Medica Sp. z o.o. – medizinischer Versorger, der im Bereich der Prävention und Rehabilitation, aber auch der Behandlung von Patienten tätig ist
- Gromada Invest Sp. z o.o. – Bauträger, der nicht nur eigene Projekte entwickelt und entsprechende Dienstleistungen anbietet, sondern auch in der Herstellung von Ferienholzhäusern und Möbeln tätig ist
- Wyższa Szkoła Organizacji Turystyki i Hotelarstwa – Hochschule für Berufe in Tourismus, Hotellerie und Gastronomie
- Instytut Ekonomii Stosowanej i Zarządzania Sp. z o.o. – Zentralstelle für die Organisation von Schulungen, Veranstaltungen und Marketingmaßnahmen
- Gromada Travel GmbH – Betreiberin des Hotels in Berlin